# Estadio San Cristóbal
Estadio San Cristóbal – stadion piłkarski w panamskim mieście David, w prowincji Chiriquí. Obiekt może pomieścić 2500 widzów, a swoje mecze rozgrywa na nim drużyna Atlético Chiriquí. 
Stadion został otwarty w 1999 roku, jednak w 2008 roku, pod kierownictwem architekta Edgardo Mediny, przeszedł gruntowną renowację, podczas której wymieniono m.in. murawę, a także przystosowano obiekt do rozgrywania spotkań międzynarodowych. Pierwszy piłkarski mecz międzypaństwowy na San Cristóbal rozegrano 27 marca 2010, kiedy to odbyła się na nim konfrontacja pomiędzy młodzieżowymi reprezentacjami Panamy i Gwatemali w ramach eliminacji do Igrzysk Ameryki Środkowej i Karaibów.